# Tejay van Garderen
Tejay van Garderen, né le 12 août 1988 à Tacoma (État de Washington), est un coureur cycliste américain. Professionnel de 2010 à 2021, il a notamment remporté le classement du meilleur jeune du Tour de France 2012, en terminant cinquième du classement général. Il a également remporté le Tour de Californie 2013, ainsi qu'une étape du Tour d'Italie 2017.

## Biographie

### Enfance et débuts cyclistes
Tejay van Garderen est né le 12 août 1988 à Tacoma, dans l'État de Washington, et a passé la majeure partie de son enfance à Bozeman, dans le Montana. Il est d'origine néerlandaise par son père et maîtrise assez bien la langue. Il estime d'ailleurs avoir plus de fans aux Pays-Bas qu'aux États-Unis. Il commence le vélo à l'âge de 10 ans et le 25 juillet 2003, à 14 ans, il grimpe le mont Evans en un peu plus de 2 heures, soit 2 min 31 s de plus que le vainqueur Tom Zirbel. Il est sacré 10 fois champion des États-Unis junior, sur route (course en ligne, critérium et contre-la-montre) et en cyclo-cross.
Van Garderen, chez les juniors, court dans l'équipe Tiaa-Cref de Jonathan Vaughters, qui le décrit comme « le meilleur potentiel américain depuis la génération Armstrong ». En 2007, alors que Bob Stapleton est au centre national de développement du cyclisme, il dit à propos de Van Garderen que « peu d'athlètes ont autant de cordes à leur arc ». Avec l'équipe nationale, il prend part à sa première course professionnelle, le Tour de Californie, qu'il abandonne lors de la 4e étape. Il termine 20e du Tour de l'Avenir. Van Garderen participe aux championnats du monde sur route avec l'équipe des États-Unis des moins de 23 ans. Il y est 33e du contre-la-montre et abandonne lors de la course en ligne.

### 2008-2009: chez Rabobank Continental
En 2008, Tejay van Garderen intègre sur les conseils du sélectionneur de l'équipe U23 des États-Unis Noël Dejonckheere l'équipe continentale néerlandaise Rabobank Continental, réserve de l'équipe ProTour Rabobank, « la meilleure équipe formatrice du monde » selon lui, et s'installe aux Pays-Bas, à Alphen-sur-le-Rhin. Cela lui permet « une immersion totale en Europe » : il ne souhaite pas faire comme les jeunes qui « courent en Europe avec l’équipe nationale ou une équipe de développement mais ne restent qu’un mois ou deux ». En effet, ces derniers « peuvent rentrer chez eux, retrouver ceux qui parlent leur langue, manger des burritos et voir leurs potes. Mais le Pro Tour, ce n’est pas ça... ». Il fait ses premiers pas avec cette équipe lors du Tour d'Algarve, qu'il conclut à la 16e place du classement général. Toujours au Portugal, il termine 26e du Tour du district de Santarém. En avril, il se classe 38e de la Semaine cycliste lombarde et 53e du Tour de Hollande-Septentrionale. Il participe dans la foulée à la Flèche du Sud, dont il gagne la première étape. Il est 2e le lendemain et 4e de la quatrième et dernière étape, finissant ainsi 2e du classement général. Un mois plus tard, il est au départ du Tour de Lleida. Il est 5e de la première étape au sprint, puis remporte le contre-la-montre par équipe (5e étape a) et finit 3e le lendemain. Il termine 12e du classement général, remporté par son coéquipier Lars Boom. Il participe ensuite au Circuito Montañés. Il se classe 5e du contre-la-montre (5e étape b), puis 2e de la sixième étape et classement général. À la fin du mois, il est 69e de Halle-Ingooigem. Au mois d'août, il est 58e du Tour de l'Ain, puis participe au Grand Prix Guillaume Tell. Il est 3e de la deuxième étape et s'impose le lendemain, avant de finir 4e du classement général. Trois jours plus tard, il est 55e de Druivenkoers-Overijse. Une semaine plus tard, il prend le départ du Tour de l'Avenir. 12e du prologue, il termine dans le peloton lors des 2 étapes suivantes. Il recule ensuite à la 28e puis à la 19e place du classement général. Il se classe 8e de la 5e étape et devient 3e du classement. Il recule au 8e rang du classement à l'issue du contre-la-montre du lendemain, puis termine 9e de l'étape de montagne et s'adjuge la dernière étape. Aux championnats du monde sur route à Varèse en Italie, il est 42e du contre-la-montre des moins de 23 ans et 25e de la course en ligne.
En 2009, il commence sa saison au Tour d'Algarve, qu'il termine à la 52e place du classement général. Il termine ensuite 7e de la Flèche flamande, 6e du Istrian Spring Trophy et 43e de Cholet-Pays de Loire. En mai, il est au départ du Tour du Haut Anjou. Il se place sur le podium des deux premières étapes (2e le premier jour, 3e le lendemain), s'adjugeant ainsi le classement général. Puis, il gagne la 6e et dernière étape de l'Olympia's Tour, qu'il finit au 3e rang du classement. Il se classe ensuite 2e de la 6e étape du Circuito Montañés et remporte le classement général. Il est troisième des 2e et 3e étapes du Tour des Pays de Savoie, finissant ainsi 2e du classement final. Au mois d'août, il termine 47e du Tour de l'Ain, 65e du Grand Prix de la ville de Zottegem et 14e du Tour du Poitou-Charentes. Van Garderen se rend alors dans son équipe nationale. Avec elle, il prend le départ du Tour de l'Avenir. Lors de la 1re étape, il termine au sein du peloton, à 1 min 45 s des échappés Julien Bérard et Romain Sicard. Après plusieurs étapes sans changement notable au classement, il est 7e de la 5e étape, 9 s devant le peloton. Il prend la 3e place du classement général en se classant 3e de l'étape suivante, au sommet de Gérardmer. Grâce à sa 2e place sur le contre-la-montre, il est 2e du classement général. Ensuite, il participe à nouveau aux championnats du monde sur route qui ont lieu à Mendrisio en Suisse, toujours dans la catégorie des moins de 23 ans. Il termine 13e du contre-la-montre et abandonne lors de la course en ligne. Il conclut sa saison par une 117e place sur le Tour de Münster.

### 2010-2011: chez HTC-Columbia

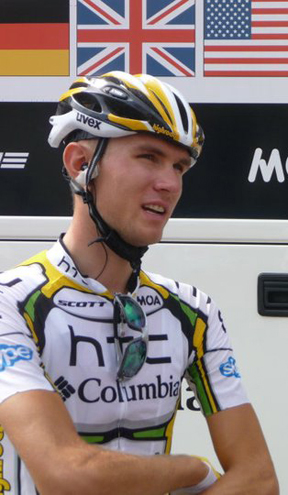
Tejay van Garderen lors du Tour d'Espagne 2010

En 2010, il retrouve Bob Stapleton en signant dans l'équipe HTC-Columbia. Il ne signe pas dans l'équipe Rabobank, suite logique de son passage dans l'équipe réserve, car il trouve que la formation est trop centrée sur Denis Menchov, Robert Gesink et Óscar Freire. Il aura pour cette saison un rôle d'équipier, « mais si une opportunité de jouer [sa] carte personnelle se profile, [il] la [saisira] ». Il fait ses premiers pas avec sa nouvelle équipe à l'occasion du Challenge de Majorque, où il est 69e de la première manche et 64e de la cinquième. Sur le Tour d'Algarve, il est cinquième au sommet de l'Alto do Malhao (3e étape) juste derrière son coéquipier Peter Velits et 9e du classement général. Il abandonne ensuite sur le Circuit Het Nieuwsblad et le Montepaschi Strade Bianche. À la fin du mois de mars, il est 63e du Tour de Catalogne. La semaine suivante, il se classe 17e du Hel van het Mergelland et 58e du Tour de Cologne. Puis, il participe au Tour de Turquie. Il termine deuxième des première et quatrième étapes et neuvième de la 7e étape, étant ainsi deuxième du classement général. Après avoir terminé 122e de Liège-Bastogne-Liège, il se présente au départ du Tour de Californie au service de Michael Rogers et Mark Cavendish. Il finit 24e du classement général. Il participe ensuite avec des ambitions au classement général au Critérium du Dauphiné, « un vrai test pour situer [son] niveau ». Après s'être classé deuxième du prologue à 2 s d'Alberto Contador, il termine les deux étapes suivantes au sein du peloton, avant de prendre la quatrième place du contre-la-montre. Il est alors troisième du classement général. Il est 15e le lendemain mais grimpe d'une place au classement à la suite du recul de David Millar. Puis, il est onzième à l'Alpe-d'Huez (6e étape), cinquième de la dernière étape et termine troisième du classement général, « clairement le meilleur résultat de [sa] carrière ». Il reprend la compétition sur la Classique de Saint-Sébastien, qu'il conclut au 64e rang. Puis, il est huitième du prologue et de la quatrième étape du Tour de l'Ain, étant ainsi quatrième du classement général. Une semaine plus tard, il est 26e du Trofeo Melinda. Le samedi 28 août, il prend part à son premier Grand Tour, le Tour d'Espagne, avec des ambitions pour le classement général. Il remporte le contre-la-montre par équipe inaugural. Il est sixième de la 4e étape, puis est discret durant le reste de l'épreuve, dont Mark Cavendish remporte trois étapes et le classement par points et Peter Velits s'adjuge le contre-la-montre et la troisième place du classement général. Il conclut sa saison par une 24e place du championnat du monde du contre-la-montre et un abandon sur la course en ligne.
Il commence la saison 2011 sur le Challenge de Majorque, où il est très discret. Sur le Tour d'Algarve, il se classe deuxième au sommet de l'Alto do Malhao et sixième du contre-la-montre. Il est deuxième du classement général derrière son coéquipier Tony Martin. Au mois de mars, il est dixième du contre-la-montre de Paris-Nice et surtout est un soutien très important dans la victoire finale de Tony Martin, Van Garderen est lui 31e. En avril, il termine 66e du Tour du Pays basque. Lors des classiques ardennaises, il est 127e de la Flèche Wallonne et 18e de Liège-Bastogne-Liège. Lors du Tour de Californie, il finit 12e de la quatrième étape, troisième du contre-la-montre et septième en haut du mont Baldy (en), terminant ainsi cinquième du classement général et meilleur jeune. Il se classe ensuite 16e du championnat des États-Unis du contre-la-montre et quatrième de la course en ligne, avant d'abandonner lors du championnat de Philadelphie. Puis, il participe au Tour de Suisse. deuxième du contre-la-montre inaugural derrière Fabian Cancellara, il est régulier en montagne (7e de la deuxième étape, 6e le lendemain, 13e de la sixième étape) et termine onzième du classement général à l'issue du contre-la-montre final. Il prend ensuite le départ du Tour de France, « avant tout [pour] prendre de l’expérience » et aider ses leaders. Sur le plan individuel, son seul résultat notable est de porter le maillot à pois une journée, à l'issue de la huitième étape. Il finit 82e du classement général. Peu après la fin du Tour, il dispute le Tour de l'Utah, dont il prend la quatrième place du prologue, remporte le contre-la-montre et termine 42e du classement général. Puis, il se montre régulier sur le Tour du Colorado (huitième du prologue, sixième des première, troisième et cinquième étapes et deuxième de la deuxième étape), terminant ainsi troisième du classement général et passant une journée en tête du classement. À la suite de la dissolution de son équipe, il signe dans l'équipe américaine BMC Racing. Il conclut sa saison par un abandon sur le GP de Québec et le GP de Montréal.

### 2012-2018: chez BMC Racing

#### 2012: maillot blanc du Tour
Tejay van Garderen arrive donc chez BMC Racing avec pour objectif d'aider le leader de l'équipe, Cadel Evans, et de briller au classement général sur Paris-Nice, le Tour de Californie et le Tour du Colorado. Il commence sa saison 2012 au Tour d'Algarve, où il prend la quatrième place du contre-la-montre et la septième du classement général. Il prend ensuite part à Paris-Nice. Il se classe quatrième du contre-la-montre inaugural. Le lendemain, sous l'effet du vent, le peloton se morcèle, Van Garderen figure dans le groupe de tête de 21 unités. Il gagne une place au classement à l'issue de l'étape suivante, puis termine douzième de la cinquième étape au sommet de la côte de la Croix Neuve, reculant à la sixième place du classement général. Après deux étapes sans changements notables, il est 14e du contre-la-montre final sur les pentes du col d'Èze, finissant cinquième du classement général et maillot blanc. Lors des classiques ardennaises, il se classe 74e de la Flèche Wallonne et 61e de Liège-Bastogne-Liège. Deux jours plus tard, il est au départ du Tour de Romandie, dont il prend la quatrième place de la première étape. Il percute une branche lors de la descente du col des Mosses durant la quatrième étape, et est contraint à l'abandon. Il reprend la compétition au Tour de Californie. 3e du contre-la-montre et dixième au sommet du mont Baldy, il termine quatrième du classement général et meilleur jeune. Il termine deuxième du championnat des États-Unis du contre-la-montre, six secondes derrière David Zabriskie, et deux jours plus tard il est treizième de la course en ligne. Une semaine plus tard, il court le Critérium du Dauphiné. 31e du prologue, il concède 24 secondes au groupe maillot jaune sur la deuxième étape. Il est ensuite treizième du contre-la-montre et de la sixième étape. Il est alors remonté à la dixième place du classement général, mais termine l'épreuve au quatorzième rang.

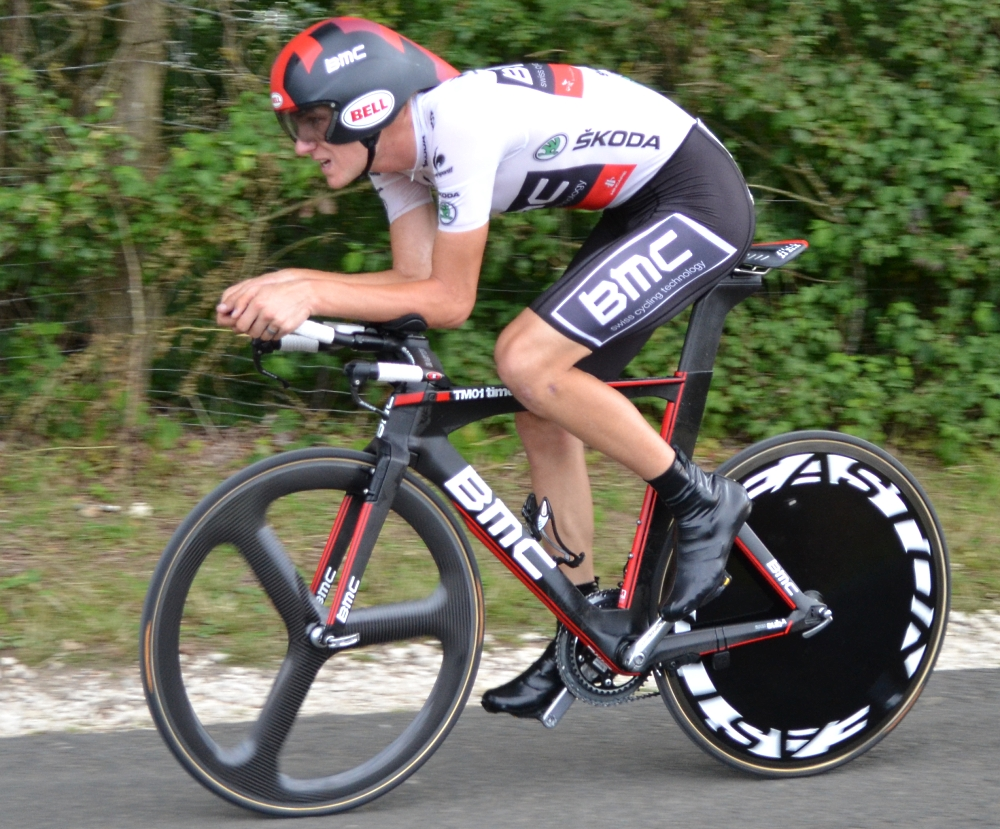
Lors du second contre-la-montre du Tour de France 2012

Le 30 juin, il prend le départ du Tour de France et termine quatrième du prologue à 10 secondes de Fabian Cancellara, revêtant ainsi le maillot blanc du meilleur jeune. Après plusieurs étapes sans grands changements au classement général, il perd ce dernier au profit de Rein Taaramäe lors de la septième étape, qu'il finit 46e à 3 minutes 8 secondes du vainqueur Christopher Froome. Van Garderen est alors 18e du classement général. Le lendemain, il termine 18e de l'étape et concède une minute au groupe maillot jaune. Il se classe quatrième de la neuvième étape, un contre-la-montre entre Arc-et-Senans et Besançon, remontant du même coup au huitième rang du classement général et reprend le maillot blanc. Il perd deux places au classement à la suite de la dixième étape, puis il attaque le jour suivant dans le col de la Croix de Fer pour servir de point d'appui à son leader Cadel Evans. Cependant, Evans n'est pas très fringant et le duo est repris à 5 km du sommet. Van Garderen accompagne Evans dans la dernière ascension et le duo concède du temps, le maillot blanc est désormais septième à près de 7 minutes de Bradley Wiggins. Les étapes suivantes n'occasionnent pas de changement notable au classement général, puis lors de la 16e étape Evans prend un éclat, Van Garderen est pour la première fois dispensé de l'attendre, « pour ne pas compromettre [son] bon classement ». Il termine 15e de l'étape et est désormais sixième du classement général, juste devans Evans. Le maillot blanc déclare également : « Quand Cadel a cédé pour la première fois, nous avions plusieurs coureurs pour le protéger et, si je m'étais laissé décrocher avec lui, nous pouvions tout perdre. » Il se classe huitième de l'étape suivante et gagne une place au classement général, à 8 minutes 30 secondes de Wiggins. Lors de l'avant-dernière étape, il est septième du contre-la-montre mais ne parvient pas à dépasser Jurgen Van den Broeck. Il est néanmoins très satisfait de son résultat : 5e du classement général et maillot blanc. Il juge ces trois semaines de courses « incroyables » et « [accepte] avec joie la responsabilité et les perspectives qui arrivent avec ce maillot ».
Une semaine après l'arrivée du Tour, il fait partie de l'équipe de États-Unis lors de la course en ligne des Jeux olympiques de Londres. Il la termine à la 104e place. En août, il dispute aux États-Unis l'USA Pro Cycling Challenge-Tour du Colorado. Il en remporte la deuxième étape et est pendant trois jours premier du classement général. Il termine à la deuxième place, à 21 secondes du vainqueur Christian Vande Velde. En septembre, il participe aux championnats du monde dans le Limbourg néerlandais. Avec ses coéquipiers de BMC, il prend la deuxième place de la nouvelle épreuve de contre-la-montre par équipes de marques. Dans l'ascension du Cauberg, alors que BMC ne compte plus que deux secondes de retard sur l'équipe Omega Pharma-Quick Step, il mène l'équipe à une vitesse trop élevée et distance ses coéquipiers. Le groupe est alors contraint de ralentir pour se reformer. Cela coûte probablement le titre à l'équipe BMC, qui échoue à trois secondes d'Omega Pharma-Quick Step,. Van Garderen représente ensuite les États-Unis au contre-la-montre individuel, avec son coéquipier Taylor Phinney. Il en prend la quatrième place, à 1 minute et 49 secondes du vainqueur Tony Martin, tandis que Phinney est deuxième. Il dispute ensuite la course en ligne, qu'il ne termine pas. Le 25 octobre, Van Garderen prolonge son contrat avec BMC, le jeune coureur étant « le capitaine de BMC pour l'avenir, son rôle dans [l']équipe est très important ».

#### 2013: 4 victoires, échec sur le Tour

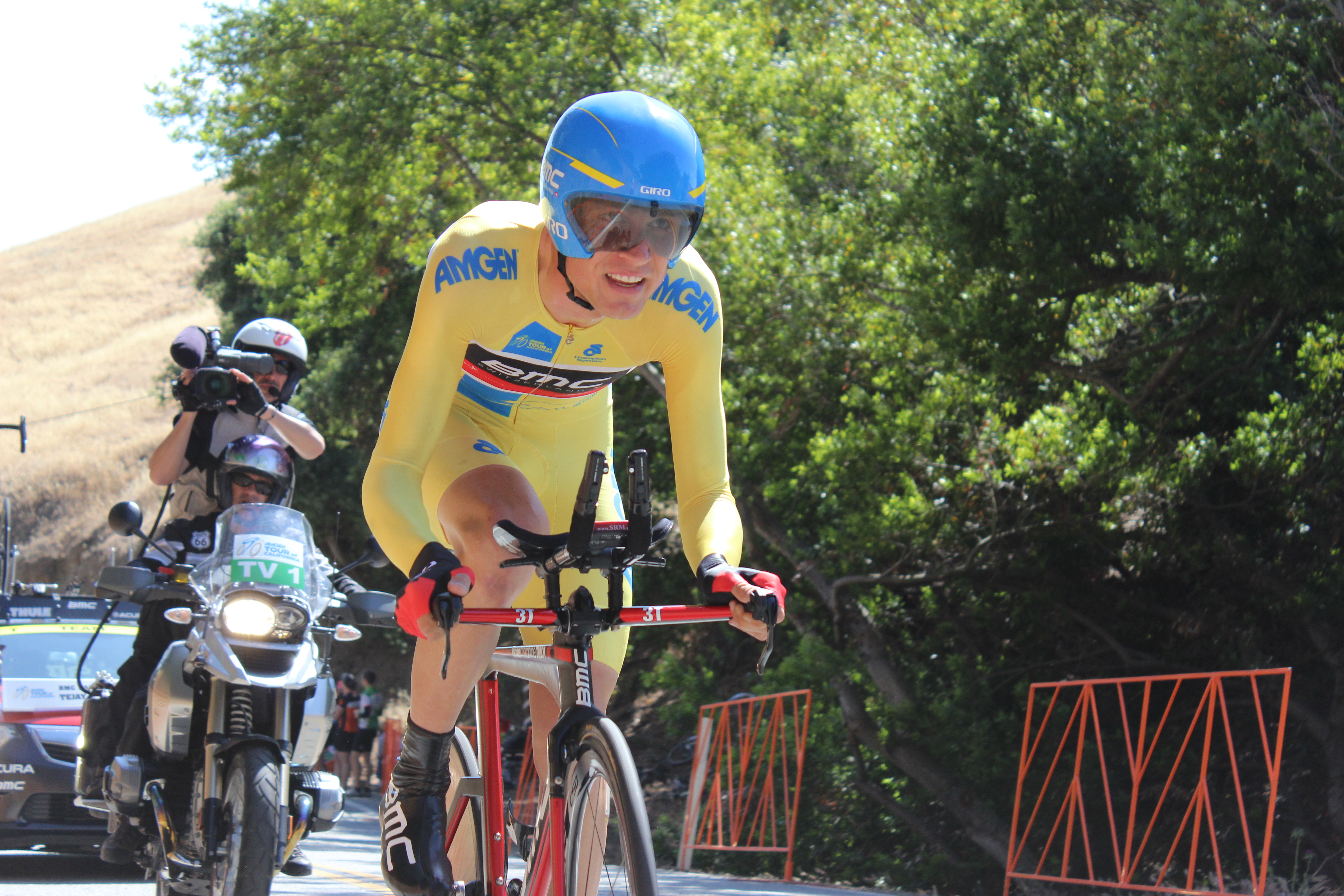
Tejay van Garderen vêtu du maillot jaune lors du Tour de Californie 2013

Tejay van Garderen reprend la compétition en 2013 au Tour de San Luis. Il se montre régulier (5e de la troisième étape, 7e les deux jours suivants et 6e de la sixième étape), terminant ainsi deuxième du classement général. Début mars, il participe à Paris-Nice. 59e du très court prologue à 11 secondes de Damien Gaudin, il figure dans le groupe qui finit la troisième étape à 7 secondes du vainqueur Andrew Talansky, puis il termine au sein du groupe maillot jaune le lendemain. Il remonte ensuite au cinquième rang du classement général grâce à sa quatrième place au sommet de la Montagne de Lure, puis se classe cinquième du contre-la-montre final sur les pentes du col d'Èze, ce qui lui permet de monter d'un rang au classement général. Il est également deuxième du classement du meilleur jeune derrière Talansky. Sur le Critérium International, il est troisième du contre-la-montre et cinquième à L'Ospedale. Il termine troisième du classement général et maillot blanc. Puis, il réalise un Tour du Pays basque discret, et abandonne l'épreuve au cours de la cinquième étape. Au mois de mai, il participe au Tour de Californie avec l'objectif de le remporter. Il se classe 2e de la deuxième étape, puis s'empare du maillot de leader à l'arrivée de la cinquième étape, grâce à une bordure initiée par l'équipe RadioShack-Leopard. Il conforte sa position en s'imposant le lendemain sur le contre-la-montre, avant d'être troisième au sommet du Mont Diablo (7e étape). Il s'adjuge ainsi le classement général en ayant maîtrisé la course, ce qui apparait comme une réponse aux performances de son coéquipier Cadel Evans sur les routes du Giro. Il prend part au Tour de Suisse en ayant « vraiment envie de faire un bon résultat » mais également en vue du Tour de France. Il termine 25e à Crans-Montana lors de la deuxième étape, puis le lendemain onzième à 46 secondes du quatuor de tête, dans lequel figure son coéquipier Mathias Frank, qui s'empare du maillot jaune. Il est battu au sprint lors de la septième étape par Rui Costa et Bauke Mollema. Dixième du contre-la-montre final, il conclut l'épreuve au septième rang du classement général.
Le 29 juin, il se présente au départ du Tour de France. Il ne perd pas de temps lors des trois étapes en Corse, puis son équipe se classe neuvième à 26 secondes des Orica-GreenEDGE lors du contre-la-montre par équipe. Après trois étapes où il finit dans le peloton, il perd énormément de temps dans les Pyrénées : il termine à plus de 12 minutes de Christopher Froome lors de la 8e étape, où il a souffert de la chaleur, et à plus de 22 minutes le lendemain. Il est alors 51e du classement général à 35 minutes. Il est ensuite 49e du contre-la-montre à plus de trois minutes de Tony Martin. Lors de la 13e étape, marqué par des bordures, il termine au sein du groupe maillot jaune, à plus d'une minute du groupe de tête. Le lendemain, il fait partie de l'échappée du jour, composée de 18 coureurs, mais ne peut faire mieux que seizième de l'étape. Il se classe ensuite 10e du contre-la-montre, à 1 min 51 s de Christopher Froome. Lors de l'étape suivante, il s'échappe en compagnie de huit autres coureurs, puis attaque dans la première montée de l'Alpe d'Huez, rejoint peu avant le sommet par Christophe Riblon et Moreno Moser. Victime d'un incident mécanique dans la descente du col de Sarenne, il retrouve sa place en tête de la course. Il part en solitaire dès le début de la montée finale, mais voit Riblon revenir sur lui et le déposer à 2 km de l'arrivée. Il termine deuxième de l'étape, à une minute de Riblon. Il estime alors que « c'est dur de passer pas loin de la victoire ». Il conclut ce Tour de France à la 45e place du classement général, à près d'une heure et quarante minutes de Froome.

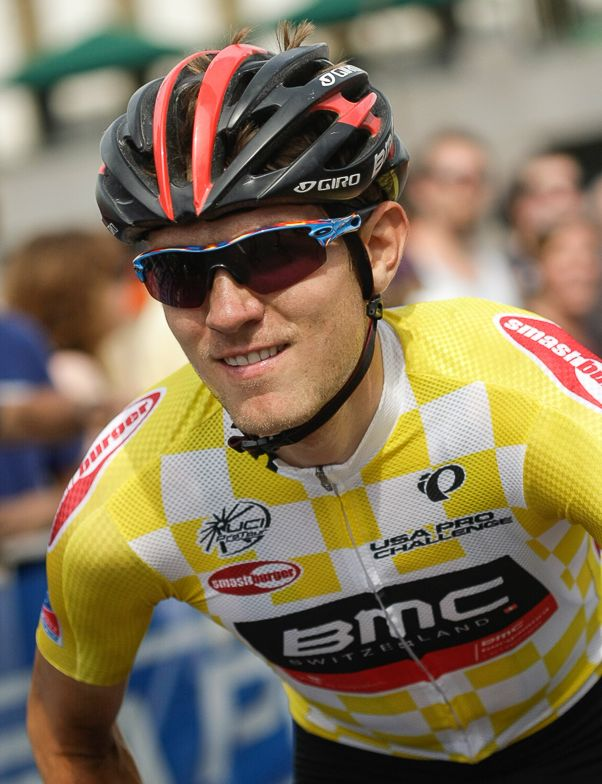
Tejay van Garderen, porteur du maillot jaune du Tour du Colorado 2013

Après le Tour, Van Garderen reprend la compétition mi-août, à l'occasion du Tour du Colorado. Il se classe cinquième le premier jour, puis quatrième de l'étape suivante, à 14 secondes de Mathias Frank. Il s'empare du maillot jaune à l'issue de la quatrième étape, qu'il termine à la deuxième place. Il devance alors Frank de 4 secondes. Il conforte son maillot en s'adjugeant le contre-la-montre. Il remporte finalement le classement général avec 1 minute et demi d'avance sur son coéquipier. Il est très satisfait de cette victoire, car « c'est la course de [sa] ville et [il] la [voulait] ». Le 4 septembre, sa fédération annonce qu'il représentera les États-Unis aux championnats du monde, lors du contre-la-montre et de la course en ligne. Il participe ensuite aux classiques canadiennes. Lors du Grand Prix de Québec, il attaque à 75 km de l'arrivée en compagnie de ses coéquipiers Amaël Moinard et Steve Morabito, et 3 autres coureurs. Ils rejoignent les 3 échappés, mais sont repris une vingtaine de kilomètres plus loin. Van Garderen termine 96e de la course. Deux jours plus tard, il s'échappe dans l'avant-dernier tour du Grand Prix de Montréal, mais le groupe est repris. Il se classe 31e de l'épreuve. Aux championnats du monde à Florence, il est quatrième du contre-la-montre par équipes avec BMC. Il représente les États-Unis à la course en ligne, qu'il ne termine pas. Il termine sa saison par un abandon sur le Tour de Lombardie.

#### 2014: champion du monde du contre-la-montre par équipes
Tejay van Garderen commence sa saison 2014 au Tour d'Oman. Après trois étapes sans écarts entre les favoris, il termine dans un groupe de vingt coureurs, à deux secondes de Peter Sagan et Rigoberto Urán, puis se classe deuxième au sommet de la montagne verte, à 22 secondes de Christopher Froome et 11 secondes devant Uran. Après un dernier sprint massif, il prend ainsi la deuxième place du classement général final. Il s'aligne ensuite à Paris-Nice, qu'il quitte dès la première étape, victime de douleurs à l'estomac. Deux semaines plus tard, au Tour de Catalogne, il termine quatrième de la troisième étape à 11 secondes de Joaquim Rodríguez, puis s'impose le lendemain à Vallter 2000/Setcases au sprint devant Romain Bardet. Il s'adjuge alors sa première victoire en ligne (c'est-à-dire hors contre-la-montre et classements généraux) depuis août 2012 et sa première victoire sur le calendrier World Tour, « un grand honneur » obtenu avec « un peu de chance » et l'aide du froid. Il prend ainsi la troisième place du classement général. Il est ensuite sixième du Tour du Pays basque, en terminant notamment 9e du contre-la-montre final, un rang devant Cadel Evans. Fin avril, il chute lors du prologue du Tour de Romandie. Blessé à la hanche, il est en difficulté dès que la course aborde la montagne et abandonne. Après une période de repos consécutive à sa blessure, il reprend l'entraînement au Colorado, puis retourne en Europe reconnaître les étapes-clé du Tour de France. Il prend ensuite le départ du Critérium du Dauphiné, en juin, en manque de rythme : il rappelle que « cela fait beaucoup de temps » qu'il n'a pas terminé une course, à savoir le Tour du Pays basque, et souhaite aborder la course française « comme une répétition générale pour le Tour de France », tandis que son équipe souhaite remporter au moins une étape. Il finit neuvième du contre-la-montre inaugural à 13 secondes de Froome, puis 26e à 3 minutes le lendemain au col du Béal. Lors de la 4e étape, il sort dans le col de Manse en compagnie de Ryder Hesjedal et Romain Bardet et reprend 40 secondes au peloton maillot jaune. Après deux étapes terminées au sein du groupe maillot jaune, il termine à plus de 3 minutes 30 d'Alberto Contador, premier des favoris. Il prend part le dernier jour à une échappée de 23 coureurs avec de nombreux coureurs bien placés au classement général, réduite à 8 éléments dans l'avant-dernière ascension du jour. Van Garderen se classe sixième de l'étape et remonte au treizième rang du classement général.

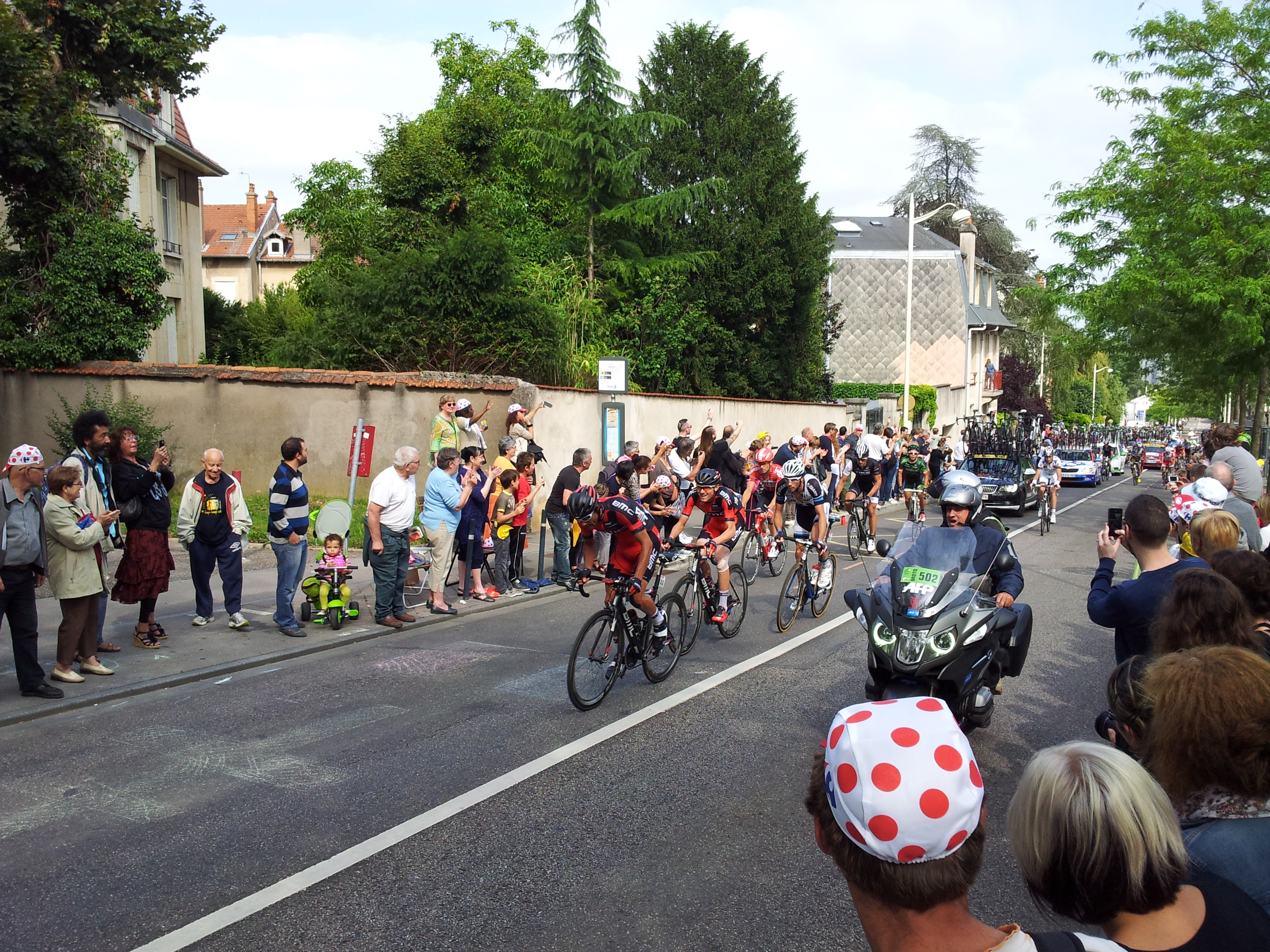
Tejay van Garderen, derrière son coéquipier Amaël Moinard, lors de la 7e étape du Tour de France 2014

Il aborde ensuite le Tour de France en étant pour la première fois le seul leader de l'équipe BMC. Il tombe plusieurs fois durant les premiers jours de course : lors du grand départ en Angleterre, puis lors de l'étape empruntant des secteurs pavés, qui lui fait perdre deux minutes. Lors de la septième étape, il chute en compagnie de Darwin Atapuma, qui est sur ce Tour pour l'épauler en montagne et doit abandonner. Il tente de limiter son retard avec l'aide de plusieurs coéquipiers, et concède finalement 1 minute 03. À l'issue de cette première semaine, Van Garderen est 18e du classement général, à plus de trois minutes de Vincenzo Nibali. Il récupère rapidement et remonte à la septième place du classement général après les étapes vosgiennes, notamment à la Planche des Belles Filles où il est sixième, et garde l'ambition de monter sur le podium. Sixième à Chamrousse et à Risoul, il est cinquième du classement général après ces étapes alpestres,. Il se pose alors en favori pour la deuxième place derrière Nibali grâce à ses qualités de rouleur. Après une première étape pyrénéenne décevante, il pointe à plus de quatre minutes de Thibaut Pinot, troisième, et voit ses chances de monter sur le podium d'amenuiser,. Les deux étapes suivantes, notamment à Hautacam où il est cinquième, lui permettent de reprendre du temps sur Romain Bardet et Alejandro Valverde. Lors de la vingtième étape, un contre-la-montre entre Bergerac et Périgueux, il se classe sixième et se hisse à la cinquième place du classement général, avec deux secondes d'avance sur Romain Bardet, victime d'une crevaison. Il conserve cette place au classement final et égalise ainsi son classement de 2012.
Après une 58e place sur la Clasica San Sebastian, il défend son titre au Tour du Colorado. Il prend la tête du classement général en gagnant la troisième étape, à Monarch Mountain, en battant au sprint Rafał Majka et renforce son avance en gagnant le contre-la-montre, pour s'imposer au classement final, « [se sentant] très honoré » par ce succès dominateur sur les routes du Colorado, où il adore courir, « avec cette altitude et ce temps, avec les supporters criant comme des fous ». Mi-septembre, il participe aux classiques canadiennes : sur le Grand Prix de Québec, il attaque à la flamme rouge en compagnie de Jelle Vanendert et Petr Vakoč, mais le trio est repris et Van Garderen se classe 40e ; il tente également dans le final du Grand Prix de Montréal puis travaille pour Greg Van Avermaet et termine finalement 35e de l'épreuve. En septembre, il devient, avec ses coéquipiers de BMC, champion du monde du contre-la-montre par équipes, à Ponferrada, en Espagne. Il considère cette victoire comme le meilleur moment de sa carrière jusqu'alors. Avec l'équipe nationale des États-Unis, il est 37e du contre-la-montre individuel et ne termine pas la course en ligne. Il conclut sa saison par un abandon sur le Tour de Lombardie et une 105e place sur le Tour de Pékin.

#### 2015: une saison gâchée par la malchance

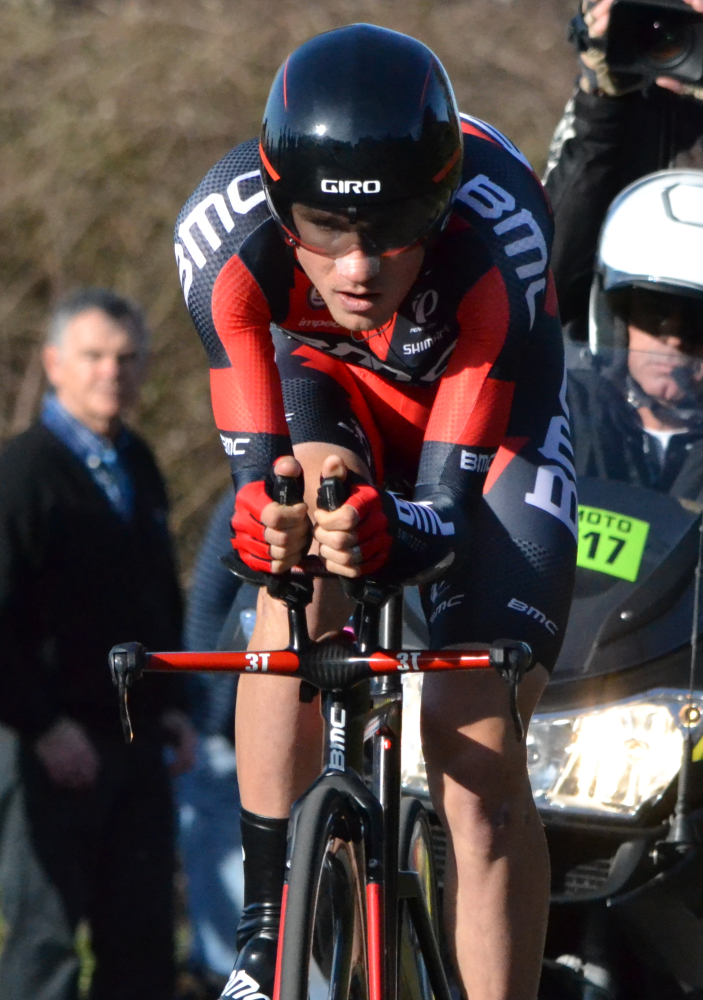
Van Garderen lors du prologue de Paris-Nice.

Van Garderen reprend la compétition en 2015 au Tour d'Oman. Après un sprint massif, il prend part à un groupe de dix-neuf coureurs dans le final de la deuxième étape, en compagnie de trois coéquipiers. Parmi ceux-ci, on retrouve notamment Greg Van Avermaet, troisième de l'étape. Le groupe suivant concède 46 secondes. S'ensuit un nouveau sprint massif, puis il termine deuxième au sommet de la montagne verte, à cinq secondes de Rafael Valls. Après une étape annulée et une étape conclue au sein du groupe maillot rouge, il se classe ainsi deuxième de ce Tour d'Oman. Van Garderen participe ensuite à sa première épreuve World Tour de la saison, Paris-Nice. Il se classe onzième du prologue à 14 secondes de Michał Kwiatkowski. Après trois étapes sans changements significatifs au classement général, il est cinquième au col de la Croix de Chaubouret, à 17 secondes de Richie Porte et Geraint Thomas, et désormais quatrième du classement général. La course bascule le surlendemain dans la descente vers la côte de Peille, sous une pluie battante, dans laquelle Kwiatkowski attaque en compagnie de deux coéquipiers et Tony Gallopin. Van Garderen fait quant à lui partie des coureurs distancés par le groupe des autres favoris. Il concède finalement près de 5 minutes sur le vainqueur Gallopin. À la suite du contre-la-montre final sur les pentes du col d'Èze, il termine seizième du classement général. À la fin du mois, il participe au Tour de Catalogne, sur lequel il perd toute ambition au classement général. À cause d'une chute lors de la troisième étape, il débourse plus d'un quart d'heure sur le gagnant Domenico Pozzovivo. « Par chanche les dégâts [sont] minimaux », ainsi il peut rebondir dès le lendemain, en remportant l'étape-reine de la course. Le contraste de ces deux journées de course lui fait déclarer avoir « une relation d'amour-haine avec cette course ». Il se classe dixième de l'étape suivante à 5 secondes d'Alejandro Valverde, au terme d'une journée où le peloton s'est morcelé sous l'effet du vent. Il prend part à une échappée de 21 coureurs lors de la sixième étape. Il accélère dans l'Alto del Coll Roig, réduisant le groupe à 15 éléments, avant de prendre la 6e place de l'étape. Il boucle l'épreuve au 30e rang du classement général. Van Garderen participe ensuite au Tour du Pays Basque. Après deux étapes conclues au sprint, il est dixième à 10 secondes de Sergio Henao, Joaquim Rodriguez et Nairo Quintana. Il gagne trois places, en finissant la quatrième étape au sein du groupe de tête, avant de concéder 26 secondes sur Henao et Rodriguez. À l'issue du contre-la-montre final, où il concède plus d'une minute sur Tom Dumoulin, Van Garderen termine onzième du classement général, à seulement deux secondes du « top 10 ». Il prend ensuite part aux classiques ardennaises : il est 102e de la Flèche Wallonne, après avoir attaqué dans la côte d'Ereffe puis été repris à 13,4 km de la ligne, et abandonne sur Liège-Bastogne-Liège. Après un stage à Aspen au mois de mai, il se rend au départ du critérium du Dauphiné, où il souhaite saisir une éventuelle « opportunité d'attaquer et de gagner » la course tout en ayant en tête le Tour de France. Par ailleurs, « en étant champions du monde, le contre-la-montre-par-équipe est une étape que [la formation va] prendre au sérieux » avec un objectif de victoire. Après deux étapes conclues au sein du peloton, BMC Racing remporte le contre-la-montre par équipe avec 4 secondes d'avance sur les Astana et 5 sur les Movistar. Van Garderen est alors deuxième du classement général derrière son coéquipier Rohan Dennis. Après un sprint massif, il termine deuxième à Pra Loup avec 36 secondes de retard sur Romain Bardet, qui a attaqué dans la partie finale du col d'Allos, s'emparant ainsi du maillot jaune devant Beñat Intxausti et Bardet. Il reprend dans le dernier kilomètre Christopher Froome et le devance de 4 secondes. Le lendemain, l'échappée est de très grande qualité, elle se compose de Vincenzo Nibali, Alejandro Valverde, Rui Costa, Tony Gallopin et Tony Martin, qui lâche prise à 21,6 km de l'arrivée. Van Garderen mène la chasse lui-même dans les 10 derniers kilomètres et se classe 11e, juste derrière Froome et Intxausti. Il recule alors au 5e rang du classement général, à 42 secondes de Nibali. Froome attaque à 3,5 km de la ligne le jour suivant, suivi par Tejay van Garderen, puis part deux kilomètres plus loin et devance Van Garderen de 17 secondes. Ce dernier reprend le maillot jaune, avec 18 secondes d'avance sur Froome et 45 sur Intxausti. Froome remporte la dernière étape, Van Garderen est 4e à 18 secondes, dans la roue de Simon Yates et Costa. Il conclut ainsi le Dauphiné à la deuxième place du classement général, à 10 secondes de Froome.
Il participe au Tour de France où il est troisième au classement général après avoir passé les Pyrénées. Mais il abandonne car malade dans les Alpes lors de la 17e étape  entre Digne et Pra-Loup.
La malchance le poursuit sur la Vuelta où il abandonne encore, victime d'une chute collective à 49 km de l'arrivée de la huitième étape. Il subit alors une fracture au niveau de l'épaule droite.

#### 2016: échec sur le Tour de France
Van Garderen annonce en juin ne pas souhaiter participer aux Jeux olympiques de Rio de Janeiro pour lequel sa présence était attendue. Il s'explique en évoquant le fait que sa femme est enceinte et que l'infection à virus Zika, présente au Brésil, peut entraîner des risques de pathologies neurologiques lors de grossesses. Il est une nouvelle fois décevant au Tour de France où il perd beaucoup de temps en montagne, notamment à Finhaut Emosson (Suisse). Il termine néanmoins le Tour de France à la 29e place, bien loin de ses objectifs initiaux.

#### 2017: Top 10 sur la Vuelta et victoire d'étape sur le Giro
Pour 2017, Van Garderen déclare viser un bon classement général sur le Tour d'Italie et le Tour d'Espagne, laissant son coéquipier Richie Porte sur le Tour de France. Il commence sa saison par l'Abu Dhabi Tour, puis enchaîne avec Tirreno-Adriatico, où il termine loin des favoris, malgré la victoire de son équipe sur le contre-la-montre par équipes. Il prend ensuite la 5e place du Tour de Catalogne, puis termine 6e du Tour de Romandie, avant le Giro.
Si le début du Giro se passe bien pour Van Garderen, il connaît une défaillance dans la montée du Blockhaus lors de la 9e étape. Il craque totalement par la suite mais se ressaisit sur la fin pour remporter la 18e étape, devant Mikel Landa. Il terminera finalement 20e de ce Tour d'Italie.
Avant de se rendre sur la Vuelta, Van Garderen s'engage sur le Tour de Pologne et le Tour de Suisse, où il n'obtient pas de résultats particuliers. Le début du Tour d'Espagne se passe très bien pour Van Garderen, car il parvient à suivre les meilleurs en montagne et remporte avec son équipe BMC la 1re étape. Malheureusement, il connaît une chute terrible lors de la 6e étape, alors qu'il était l'un des seuls à pouvoir suivre Alberto Contador. Cependant, il enchaîne par la suite les bonnes places pour finalement terminer 10e de la Vuelta.

#### 2018: dernière saison chez BMC
Il décide cette saison d'aider Richie Porte sur le Tour de France, et de mettre de côté ses ambitions personnelles. Il se classe cependant deuxième du Tour de Californie derrière Egan Bernal après avoir gagné le contre-la-montre. Sur le Tour de France, il remporte le contre-la-montre par équipes, mais déçoit après le retrait de son leader sur chute. Au mois d'août, il annonce qu'il s'engage avec la formation américaine EF Education First. L'équipe BMC est remplacée en 2019 par l'équipe CCC, qui vise principalement les courses d'un jour autour de son leader Greg Van Avermaet. 

### 2019-2021: fin de carrière chez EF Education First
Tejay van Garderen commence sa saison 2019 au sein de l'équipe EF Education First lors de l'UAE Tour, dont il prend la seizième place. Il arrive à Paris-Nice comme équipier de Rigoberto Urán, perdant trois minutes pendant la première étape, puis cinq pendant la sixième étape. Il aborde la montagne sans ambition, car Uran a abandonné quelques jours plus tôt. Grâce à une bonne dernière étape, il finit ce Paris-Nice à la 19e position. En mai, il est neuvième du Tour de Californie, où il porte le maillot de leader pendant quelques étapes. Le mois suivant, il se classe deuxième du Critérium du Dauphiné. Sa saison des grands tours est marquée par deux abandons sur le Tour de France ainsi que le Tour d'Espagne en raison de chutes.
Après une saison 2020 difficile marquée par la pandémie de Covid-19, en juin 2021, il annonce arrêter sa carrière à 32 ans, à l'issue des  championnats des États-Unis.

## Palmarès et résultats

### Palmarès amateur
| - 2000 - Champion des États-Unis sur route juniors (9-10 ans) - Champion des États-Unis du contre-la-montre (9-10 ans) - Champion des États-Unis du critérium (9-10 ans) - 2002 - Champion des États-Unis de cyclo-cross juniors (13-14 ans) - 2003 - Champion des États-Unis du contre-la-montre juniors (15-16 ans) - Champion des États-Unis de cyclo-cross juniors (15-16 ans) - 2004 - Champion des États-Unis sur route juniors (15-16 ans) - Champion des États-Unis du contre-la-montre juniors (15-16 ans) - Champion des États-Unis de cyclo-cross juniors (15-16 ans) - 2e du championnat des États-Unis du critérium juniors (15-16 ans) - 2005 - Champion des États-Unis du critérium juniors - 2e étape des Trois Jours d'Axel (contre-la-montre) - 2e du championnat des États-Unis sur route juniors - 3e du championnat des États-Unis du contre-la-montre juniors | - 2006 - Champion des États-Unis du contre-la-montre juniors - 2e du Tour du Pays de Vaud - 3e du Tour de Lorraine juniors - 2008 - 1re étape de la Flèche du Sud - 3e étape du Grand Prix Guillaume Tell - 5ea étape du Tour de Lleida (contre-la-montre par équipes) - 9e étape du Tour de l'Avenir - 2e de la Flèche du Sud - 2e du Circuito Montañés - 2009 - Classement général du Tour du Haut-Anjou - Classement général du Circuito Montañés - 5e étape de l'Olympia's Tour - 2e du Tour des Pays de Savoie - 2e du Tour de l'Avenir - 3e du championnat des États-Unis du contre-la-montre espoirs - 3e de l'Olympia's Tour |  |

### Palmarès professionnel
| - 2010 - 1re étape du Tour d'Espagne (contre-la-montre par équipes) - 2e du Tour de Turquie - 3e du Critérium du Dauphiné - 2011 - 3e étape du Tour de l'Utah (contre-la-montre) - 2e du Tour de l'Algarve - 3e du Tour du Colorado - 2012 - 2e étape du Tour du Colorado - Classement du meilleur jeune du Tour de France - 2e du championnat des États-Unis du contre-la-montre - 2e du Tour du Colorado - 2e du championnat du monde du contre-la-montre par équipes - 4e du championnat du monde du contre-la-montre - 5e de Paris-Nice - 5e du Tour de France - 2013 - Tour de Californie : - Classement général - 6e étape (contre-la-montre) - Tour du Colorado : - Classement général - 5e étape (contre-la-montre) - 2e du Tour de San Luis - 3e du Critérium international - 4e de Paris-Nice - 7e du Tour de Suisse - 2014 - Champion du monde du contre-la-montre par équipes - 4e étape du Tour de Catalogne - Tour du Colorado : - Classement général - 3e et 6e (contre-la-montre) étapes - 2e du Tour d'Oman - 3e du Tour de Catalogne - 5e du Tour de France - 6e du Tour du Pays basque - 2015 - 4e étape du Tour de Catalogne - 3e étape du Critérium du Dauphiné (contre-la-montre par équipes) - 9e étape du Tour de France (contre-la-montre par équipes) - 1re étape du Tour d'Espagne (contre-la-montre par équipes) - 2e du Tour d'Oman - 2e du Critérium du Dauphiné | - 2016 - 4e étape du Tour d'Andalousie (contre-la-montre) - 1re étape du Tirreno-Adriatico (contre-la-montre par équipes) - 6e étape du Tour de Suisse - 2e du Tour d'Andalousie - 5e du Tour de Catalogne - 6e du Tour de Suisse - 10e du Tour de Romandie - 2017 - 1re étape du Tirreno-Adriatico (contre-la-montre par équipes) - 2e étape du Tour de Catalogne (contre-la-montre par équipes) - 18e étape du Tour d'Italie - 1re étape du Tour d'Espagne (contre-la-montre par équipes) - 2e du championnat du monde du contre-la-montre par équipes - 5e du Tour de Catalogne - 6e du Tour de Romandie - 10e du Tour d'Espagne - 2018 - 4e étape du Tour de Californie (contre-la-montre) - 1re étape de Tour de Suisse (contre-la-montre par équipes) - 3e étape du Tour de France (contre-la-montre par équipes) - Prologue du Tour de l'Utah - 2e du Tour de Californie - 3e du Tour de l'Algarve - 3e du championnat du monde du contre-la-montre par équipes - 2019 - 2e du Critérium du Dauphiné - 9e du Tour de Californie - 2020 - 1re étape du Tour Colombia (contre-la-montre par équipes) - 2021 - 3e du championnat des États-Unis du contre-la-montre |  |

### Résultats sur les grands tours

#### Tour de France
9 participations
- 2011 : 82e
- 2012 : 5e,  vainqueur du classement du meilleur jeune
- 2013 : 45e
- 2014 : 5e
- 2015 : abandon (17e étape), vainqueur de la 9e étape (contre-la-montre par équipes)
- 2016 : 29e
- 2018 : 32e, vainqueur de la 3e étape (contre-la-montre par équipes)
- 2019 : non-partant (8e étape)
- 2020 : 91e

#### Tour d'Italie
2 participations
- 2017 : 20e, vainqueur de la 18e étape
- 2021 : 84e

#### Tour d'Espagne
6 participations
- 2010 : 35e, vainqueur de la 1re étape (contre-la-montre par équipes)
- 2015 : abandon (8e étape), vainqueur de la 1re étape (contre-la-montre par équipes)
- 2016 : abandon (17e étape)
- 2017 : 10e, vainqueur de la 1re étape (contre-la-montre par équipes)
- 2019 : abandon (7e étape)
- 2020 : 113e

### Classements mondiaux
| Année                                 | 2008 | 2009 | 2010 | 2011 | 2012 | 2013 | 2014 | 2015 | 2016 | 2017 | 2018 | 2019 | 2020  | 2021  |
| ------------------------------------- | ---- | ---- | ---- | ---- | ---- | ---- | ---- | ---- | ---- | ---- | ---- | ---- | ----- | ----- |
| Calendrier mondial                    |      | nc   | 67e  |      |      |      |      |      |      |      |      |      |       |       |
| UCI World Tour                        |      |      |      | 170e | 32e  | 52e  | 22e  | 49e  | 51e  | 56e  | 90e  |      |       |       |
| Classement mondial                    |      |      |      |      |      |      |      |      | 87e  | 79e  | 104e | 132e | 2021e | 1390e |
| UCI Europe Tour                       | 144e | 40e  |      |      |      |      |      |      | 303e | nc   | 288e |      |       |       |
| UCI America Tour                      | nc   | nc   |      |      |      |      |      |      | nc   | nc   | 146e | 11e  | 203e  | 218e  |
|                                       |      |      |      |      |      |      |      |      |      |      |      |      |       |       |
| Légende : nc = non classéSource : UCI |      |      |      |      |      |      |      |      |      |      |      |      |       |       |